# التثليث الرئيسي لبريطانيا العظمى

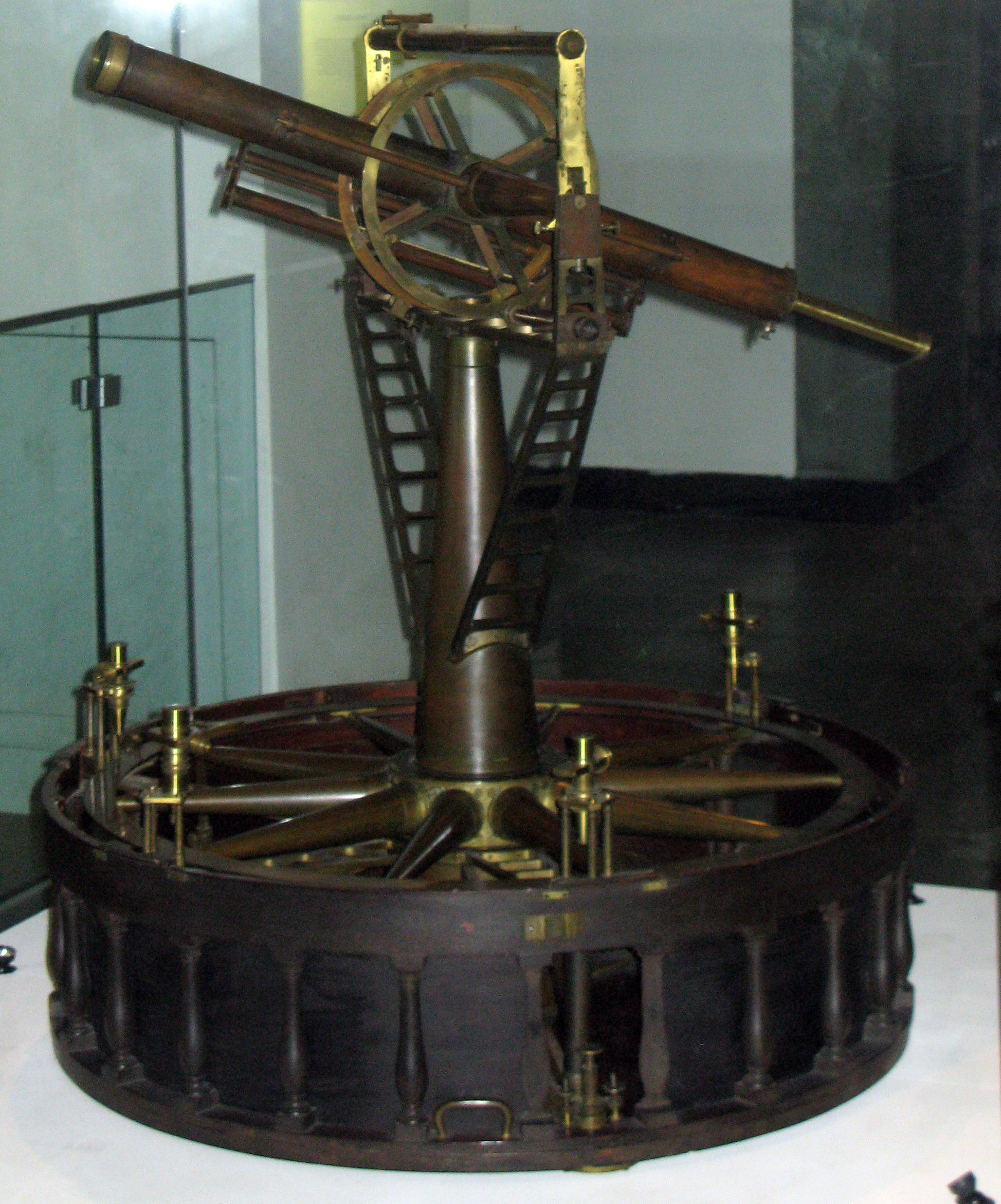
مزواة بارتفاع ثلاثة أقدام المستخدمة في المسح التثليثي

كان مشروع التثليث الرئيسي لبريطانيا مشروع تثليث تم بين عام 1783 وحوالي عام 1853 بإيعاز من مدير هيئة المساحة الجنرال ويليام روي (1726 - 1790).

## معلومات تاريخية

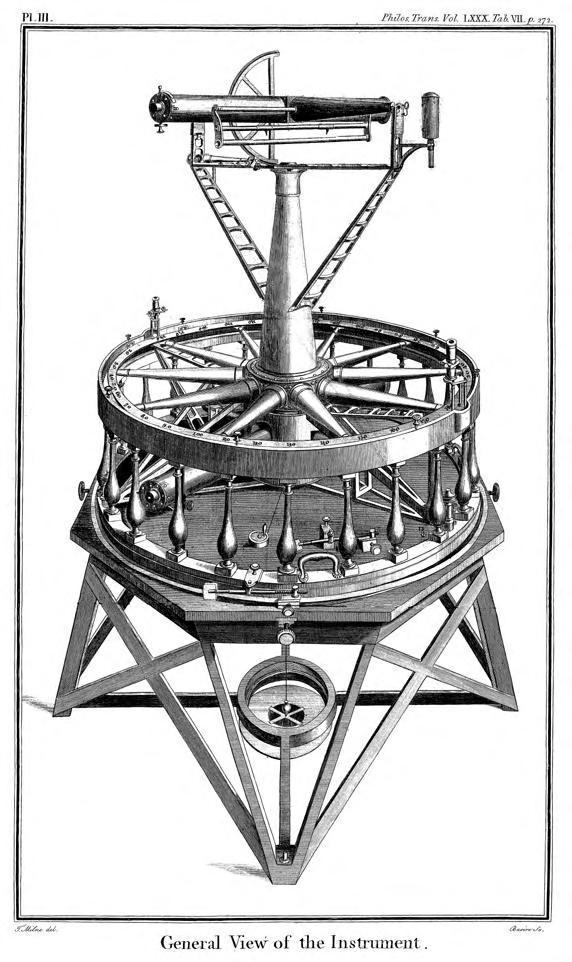
أول المزواة ذات الثلاثة أقدام التي صنعها جيسي رامسدن

في عام 1782، قام الجنرال روي بتكليف صانع الأدوات البارز جيسي رامسدن ببناء مزواة رامسدن. مزواة رامسدن لأول مرة تقسم درجات الزاوية بشكل دقيق إلى ثانية قوسية. واستخدمها الجنرال روي وفريقه لتثليث المسافة بدقة بين مراصد لندن وباريس. وقد تم وضع خط الأساس لهذا التثليث في عام 1784 بين دار فقراء هامبتون وأربور الملك في هونسلو هيث، على مساحة 27400 قدم. وقد تم الانتهاء من مشروع التثليث في عام 1787.
إن خط الأساس المستمد من هذا العمل، جنبًا إلى جنب مع المزواة الجديدة، تم استخدامهما كأساس لتخطيط وتنفيذ العمل اللاحق على مشروع التثليث الرئيسي. وحوالي عام 1791، بعد وفاة الجنرال روي بوقت قصير، بدأ فريقه في العمل الميداني، باستخدام مزواة رامسدن التي تم تصنيعها خصيصًا. وفي عام 1794 تم قياس سبعة أميال على طول خط الأساس في سهل سالزبوري.
في نهاية المطاف توسع مشروع التثليث ليشمل جميع الجزر البريطانية، بعد أن تقرر في عام 1824 ضرورة وجود خريطة لأيرلندا بمقياس رسم 6 بوصة للميل (1:10560) من أجل دقة فرض الضرائب على الأراضي. إن مشروع إعادة تثليث بريطانيا العظمى قد حل محل مشروع التثليث الرئيسي بعد مرور 150 عامًا.

## مقياس خط الأساس
لقد تم قياس خط الأساس الأصلي عبر هونسلو هيث باستخدام ألواح خشبية وقضبان حديدية لتكون 27404 قدم. وعندما أعيد قياسها باستخدام 1370 موضعًا للأنابيب الزجاجية لتكون 27406 قدم. وقد كان ذلك تصحيحًا لدرجات الحرارة ومتوسط مستوى سطح البحر، والقيمة التي حققت دقة من 1 بوصة في 27404 قدم هي ثلاثة أجزاء لكل مليون.

## تصحيحات
في أخطاء التثليث اللاحقة بسبب الحيود في الغلاف الجوي، وانحراف ثقل الفادن، ودرجات الحرارة، والطبيعة الكروية للأرض (مما يعني وجود أكثر من 180 درجة في المثلث) كان مسموحًا بها جميعًا.

## كتابات أخرى
- Rachel Hewitt (2010), Map of a Nation, London: Granta Books. ISBN 978-1-84708-254-1

## وصلات خارجية
- PDF file including history and map of the Irish part and its links to Britain
- Information and Maps on many aspects of Triangulation (& Levelling) in Great Britain

‌